# A World Without Love
«A World Without Love» es una canción grabada por el dúo inglés Peter and Gordon y lanzado como su primer sencillo en febrero de 1964, alcanzando el número uno en la lista de sencillos del Reino Unido en abril. La canción fue escrita por Paul McCartney y se atribuye a Lennon-McCartney. La cara B fue "If I Were You", escrito por Peter and Gordon. En junio de 1964, "A World Without Love" encabezó la lista Billboard Hot 100 en los EE. UU. También alcanzó el número uno en el Cash Box gráfico en los EE. UU. por una semana. Fue incluida en el álbum debut del dúo en el Reino Unido y en los EE. UU. en un álbum del mismo nombre. Es una de las dos canciones escritas por Lennon-McCartney en alcanzar el número uno en los EE. UU. por un artista distinto de The Beatles. El otro es "Lucy in the Sky with Diamonds", de Elton John. "Bad to Me", escrita por Lennon en 1963 se le dio a Billy Kramer y alcanzó el número 1 en el Reino Unido, sin embargo, no lo hizo en los EE. UU.
Bobby Rydell realizó una versión lanzada en mayo de 1964 y alcanzó el número 50 en los Billboard Hot 100 de los Estados Unidos.
Oscar Olano, cantante salvadoreño muy popular en los 60's, grabó la versión en español "Mundo sin amor" (1965), que fue gran éxito en Centroamérica.
McCartney no creyó que la canción era lo suficientemente buena para The Beatles. Antes de dar la canción a Peter and Gordon, se la ofreció a Billy J. Kramer, quien la rechazó.
Lennon dijo de la canción que "creo que fue resucitada del pasado .... Creo que tenía esa canción completa antes de The Beatles .... Que parte de la letra dice 'Por favor, enciérrenme'".
Esta canción nunca fue lanzada por The Beatles y la única grabación conocida de la canción por cualquier miembro de The Beatles es el demo original de la canción interpretada por McCartney, que ahora está en manos de Peter Asher.